# Parana (Lena)
Parana es una parroquia del concejo asturiano de Lena.

## Localización y desarrollo de la parroquia
Parana es una parroquia a las faldas del Pajares, sobre el valle que se extiende desde Fierros hacia Santandrés, encontrándose a 620 metros sobre el nivel del mar. Se accede a la misma a través de la carretera local de 2.º orden LN-11.
Las parroquias más cercanas a Parana son Las Puentes, Congostinas y Cabezón.
La parroquia se divide en dos barrios: Ḷḷugar de Riba y Ḷḷugar de Baxo.
En Ḷḷugar de Riba encontramos La Esquisa y a sus pies La Fontona y al lado, El Lavadero. De aquí hacia la derecha se sitúa La Riestra y en prolongación La Yana y si alargamos más, la zona de Los Molinos y el Cuadrazal. Aquí se situaba la zona recreativa en el verano, encontrando el Pozu Piquinín y un poco más abajo el sombrío y enigmático Pozu Pepón.
Hacia la izquierda de La Esquisa, La Retoral, La Casa del Obispo Velasco y El Qantichu. Aquí se encontraba la Escuela de la parroquia, hasta su cierre.
En Ḷḷugar de Baxo se sitúa la Iglesia y la bolera, La Casona, la Fuente Baxo, Solavicha, el Cementerio, el Quentu La Cruz y las Arribayas. Al frente, pasado el Río Parana, tierras arriba Veguetano, La Peñona con la Cueva del Diablo.
Al frente de la parroquia se divisan tres praos con solera: Corteguero, el afamado El Prascón con su árbol en medio de la finca marcando las horas y Cabo, con su visible cuesta. A las espaldas de ésta, El Casqueyu, fábrica de pizarrinos para los escolares, El Casitu y El Quentu La Quemá.
La carba de Chastras sirve de paso entre Parana y Pendilla, siendo éste el primer punto de avistamiento de las nieves en la época invernal.
El pueblo fue una de las primeras parroquias del entorno en tener un teléfono “público”, aspecto importante dada la temprana época de su implantación. En época posterior llegó la carretera al pueblo, así como un nuevo alumbrado público. La acometida de agua corriente en todas las viviendas supuso un nuevo desarrollo de los servicios. El asfaltado rugoso en las calles favoreció el tránsito de vehículos y de ganado por el pueblo.

## Demografía y economía
Según datos del Padrón Continuo del Instituto Nacional de Estadística, en el año 2014 la parroquia contaba con 37 habitantes. Parece que la parroquia llegó a tener 284 habitantes (Concepción Suarez, Julio (1995). Por los pueblos de Lena. Ediciones TREA. p. 338. ISBN 84-87733-18-2.)
| Año  | Población     |
| 2004 | 42 habitantes |
| 2005 | 42 habitantes |
| 2006 | 42 habitantes |
| 2007 | 42 habitantes |
| 2008 | 44 habitantes |
| 2009 | 41 habitantes |
| 2010 | 38 habitantes |
| 2011 | 36 habitantes |
| 2012 | 34 habitantes |
| 2013 | 35 habitantes |
| 2014 | 37 habitantes |

Las ocupaciones más arraigadas en los vecinos de la parroquia son la agricultura y la ganadería. Los cultivos más usuales son el maíz y las patatas, sin olvidar las huertas particulares y los trabajos en las pumarás, los ablaneros y los castañeros, tanto comunales como familiares. Los abundantes hórrios servían como lugar de almacenamiento de las cosechas de maíz, patatas y manzanas.
El ganado vacuno proporciona leche y derivados y la cría de terneros (xatos). La faena de la yerba ocupa los meses de julio y parte de agosto. Los parroquianos utilizan la expresión “El ramu en el forcau” para indicar que se ha terminado por este año la tarea de la siega y recolección de la hierba.
Sin haberse perdido estas ocupaciones, se ha de mencionar la minería del carbón, ubicadas en Fasgosa y Tuñón. También marca el carácter de la parroquia los numerosos tramos de vía férrea de RENFE, situándola entre Puente de los Fierros y Navidiiḷḷu, lo que dio lugar a que numerosos habitantes trabajasen en dicha compañía.
La dedicación a la madera, en régimen industrial, también ha sido importante. Las actividades que comprende son la tala, limpieza, clasificación y arrastre para su transformación industrial, siempre cuidando la sostenibilidad del medio ambiente.

## Festividades
La festividad de Nuestra Señora de Parana se celebra el día 2 de julio. Primeramente se realiza la suelta de los volaores (cohetes) desde el Prao La Furamintu. Seguidamente, se realiza una misa solemne y una procesión alrededor del templo y hasta El Quentu La Cruz, con acompañamiento de gaita asturiana y tambor. Después, se dona La Puya el Ramu a la Virgen. Tradicionalmente, seguido de una comida familiar y de romería en el pueblo.

## Personalidades ilustres
Posiblemente el vecino más ilustre haya sido el Obispo Juan Bautista Velasco Díaz, misionero y prelado dominico en varias regiones del mundo. Sus restos descansan bajo el altar mayor de la iglesia parroquial. Además de su actividad pastoral, fue el gran valedor de la llegada de la carretera al pueblo, con la consiguiente alegría para los vecinos, que veían así la parroquia conectada con otras poblaciones. Así lo atestiguan los periódicos regionales de la época.
De la pequeña parroquia surgieron numerosas vocaciones religiosas, fundamentalmente de frailes dominicos.